# Робертсон, Гидеон
Гидеон Декер Робертсон, PC (англ. Gideon Decker Robertson,; 26 августа 1874 года, графство Уэлланд — 5 августа 1933 года) — канадский политик, сенатор. Министр труда Канады (1918—1921, 1930—1932), министр без портфеля (1917—1918).

## Биография
Родился 26 августа 1874 года в графстве Уэлланд (ныне — региональный муниципалитет Ниагара), провинция Онтарио. Получил профессию телеграфиста, был активистом рабочего движения, связанным с Консервативной партией Канады.
В январе 1917 года Робертсон был назначен в Сенат Канады по совету консервативного премьер-министра Роберта Бордена как представитель рабочего движения. После того, как в октябре 1917 года Борден, в целях консолидации канадского общества в условиях Первой мировой войны, сформировал правительство национального единства, Робертсон стал в нём министром без портфеля.
8 ноября 1918 года Робертсон получил портфель министра труда. Занимая этот пост, в 1919 году он принял активное участие в подавлении Виннипегской всеобщей забастовки. В начале забастовки Робертсон и министр внутренних дел Артур Мейен отправились в Виннипег, чтобы встретиться с «Гражданским комитетом 1000», сформированным местными бизнесменами и рабочей элитой, которые выступили против бастующих. В то же время он отказался выслушать требования бастующих, отказавшись от встречи с Центральным стачечным комитетом. Он призвал участников забастовки, работавших в федеральных учреждениях, вернуться на работу, угрожая в противном случае их уволить. 17 июня, увидев, что эта угроза не возымела действия, Робертсон приказал арестовать двенадцать главных лидеров забастовки, включая Джеймса Вудсворта, впоследствии известного политика и профсоюзного деятеля. Робертсон также поддержал решение подавить забастовку силами Северо-Западной конной полиции. Активная поддержка правительства во время забастовки привела к тому, что он стал крайне непопулярен среди рабочих.
В 1920 году, после отставки Бордена с поста премьера, сохранил портфель министра труда в кабинете Артура Мейена. Ушёл в отставку вместе со всем кабинетом 29 декабря 1921 года, после поражения консерваторов на федеральных выборах.
На федеральных выборах 1930 года Консервативная партия, во главе Р. Б. Беннеттом, вернулась к власти, после чего Беннетт вновь назначил Робертсона министром труда. На этом посту он по-прежнему не пользовался популярностью. Так, во время посещения Виннипега в 1932 году шесть тысяч рабочих встретили Робертсона на железнодорожном вокзале с лозунгом «В город прибыл обманщик!» (англ. A Faker Comes to Town). В том же году он был вынужден уйти в отставку с поста министра, оставшись сенатором. 5 августа 1933 года Гидеон Робертсон скончался.